# 張家界國家森林公園
張家界國家森林公園是位于中華人民共和国湖南省张家界市的国家森林公园。它是武陵源风景区内的几个国家公园之一。張家界國家森林公園面积一百三十平方公里，是中国第一个国家森林公园，建於1982年。它地处武陵山中，有石峰2000多座，森林覆盖率达88％，四周山地环抱，气候暖湿。区内有黄狮寨、砂刀沟、金鞭岩、金鞭溪等景点。有黄狮寨、金鞭溪、腰子寨、琵琶溪、砂刀沟、后花园、朝天观七条主要旅游线。